# Pratuang Pattabongse
Pratuang Pattabongse (Thai: ประเทือง ปัตตพงศ์, [praʡ.tʰɯaŋ.pat.ta.pʰɔŋ]; *  1935) ist eine ehemalige thailändische Badmintonspielerin. Sie war eine der bedeutendsten Akteurinnen der späten 1950er und 1960er Jahre in dieser Sportart in Thailand.
1958 erkämpfte sie sich ihre ersten Lorbeeren in Europa. Bei den French Open des vorgenannten Jahres war sie sowohl im Einzel als auch im Doppel mit Julie Charles aus England erfolgreich. 1959 gewann sie die Swiss Open im Dameneinzel. Im Finale der Siam Open desselben Jahres unterlag sie Heather Ward im Finale. Ein Jahr später siegte sie bei den Dutch Open im Dameneinzel und im Damendoppel mit Annette Schmidt aus Dänemark. 1960 stand sie im Finale der Wimbledon Open, verlor dort aber gegen Judy Hashman. Bei den New England Open in Birkenhead verlor sie im Finale erneut gegen Hashman. 1966 gewann sie die Bronzemedaille bei den Asienspielen im Doppel mit ihrer Schwester Pachara Pattabongse.